# Gouaro Deva
Pour les articles homonymes, voir Deva.
Gouaro Deva est un espace naturel de la commune de Bourail, dans la province Sud, en Nouvelle-Calédonie. Il est souvent appelé Domaine de Deva en raison de la présence d'un domaine écotouristique de ce nom qui occupe une grande partie de sa surface.

## Histoire
L'histoire de Gouaro Deva remonte à environ 3500 ans avant Jésus-Christ. Il s'agit d'un des sites archéologiques les plus anciens de Nouvelle-Calédonie. Le site était a été occupé par des membres de la civilisation Lapita comme l'attestent les poteries caractéristiques de cette civilisation qui ont été mises au jour lors des fouilles et des ramassages.
En 1879, le site est le théâtre de la fin de l'insurrection kanak de 1878 menée par le grand chef Ataï. Les "rebelles", de Boulouparis à Poya, qui y avaient trouvé refuge dans le site de la "forteresse" au sein de la "vallée Tabou", furent matés par une importante mobilisation militaire conduite par le colonel Wendling en 1879. En décembre 2011 la province Sud a classé au titre des sites et monuments historiques la zone de la "vallée Tabou" qui s’étend sur 1 000 hectares. D'importantes fouilles archéologiques ainsi qu'un inventaire détaillé de la zone ont été réalisés par l'Institut archéologique de Nouvelle-Calédonie et du Pacifique.
En 1992, la province Sud fait l'acquisition, pour 325 millions de francs Pacifique (2,7 millions d'euros environ), d'une propriété de plus de 7 700 hectares dite de Gouaro Deva dans la commune de Bourail, jugée d'un fort potentiel économique (notamment touristique et agricole mais nécessitant d'importants travaux d'irrigation, ainsi qu'une forte réserve en sable utile pour l'industrie) et d'une forte valeur historique (avec des vestiges de la révolte kanak du grand-chef Ataï de 1878) et symbolique pour les Mélanésiens du clan Gouaro (sépultures de la vallée Tabou). Celui-ci revendiquait d'ailleurs cette terre depuis 1984. En décembre 2003, l'Assemblée de la province Sud accepte la vente de ce terrain en deux parties : 335 hectares pour 110 millions de francs Pacifique (922 000 euros environ) à la SAS Foncière de Calédonie pour un projet touristique incluant une marina et un golf notamment, et 7 300 hectares pour 679 millions de francs Pacifique (5,7 millions d'euros) à la SAS Gouaro Deva pour un développement agro-pastoral incluant essentiellement un élevage de cerf. Cette vente est immédiatement critiquée non seulement par les membres des clans mélanésiens locaux, mais aussi par les éleveurs des environs et une partie de la population bouraillaise emmenés par l'ancien maire de la commune, et opposant politique de longue date à Jacques Lafleur, Jean-Pierre Aïfa. Ceux-ci reprochent au président de province de ne pas avoir respecté ses engagements vis-à-vis du clan Gouaro, auquel il aurait promis entre 1994 et 1997 l’attribution de 1 000 hectares aux jeunes du clan, le gel des lieux historiques (sépultures et site de l’ancienne tribu) et 20 % d’intéressement dans une société d’économie mixte chargée du développement d’activités touristiques et de l’exploitation des réserves de sable. Pour ses partisans, cette opération permet au contraire non seulement à la collectivité de réaliser une plus-value importante de 455 millions de francs Pacifique (3,8 millions d'euros) par rapport à son prix d'achat de 1992, mais de plus de créer des « centaines d'emploi » par le biais des deux seuls secteurs économiques qui, selon eux, sont viables sur la propriété : le tourisme et l'agriculture extensive (une étude réalisée estimant que « l’installation d’agriculteurs sur de petites parcelles n'est pas viable », de même pour l'exploitation du sable qui reste toutefois du ressort de la province qui est propriétaire de fait du sol et sous-sol sous-marin et du littoral), tout en imputant l'échec d'un accord sur le plan de la revendication foncière coutumière à un conflit entre deux clans. Quoi qu'il en soit, cette décision est remise en question dès l'arrivée au pouvoir en 2004 de l'Avenir ensemble qui décide de ne pas donner suite aux promesses de vente et de conserver Gouaro Deva dans le domaine provincial.
Le 5 août 2018 la province Sud est parvenue à un protocole d'accord signé avec le groupement de droit particulier local (GDPL) "Mwe Ara" (regroupant les différents clans de la région concernés) et la commune de Bourail. Il est alors convenu d'associer toutes les composantes institutionnelles et sociétales parties prenantes du projet afin d’obtenir une cohésion autour d’un projet de développement durable novateur sur cet espace dont tous reconnaissent la valeur inestimable. Le projet de Déva prévoit la réalisation d’hébergements, d’infrastructures et d’équipements à vocation écotouristique en respectant trois objectifs majeurs : la préservation de la richesse naturelle exceptionnelle du site, la promotion d'un aménagement global raisonné vitrine du développement durable en Nouvelle-Calédonie, et favoriser l’essor de la région de Bourail par la création d’activités et d’emplois pérennes. Il s'agit d'un projet de rééquilibrage pour la commune de Bourail.
La SEM, via un bail et une convention signée le 22 janvier 2016 avec la province Sud, a pour but de gérer le Domaine de Déva et notamment conduire le vaste projet de développement économique, en fédérant les différentes parties-prenantes et en s'assurant des retombées économiques pour la région. Les missions confiées à la SEM Mwe Ara au titre de la convention sont : l'accueil et l'information des visiteurs et délégations, les relations avec les acteurs du Domaine, le développement des activités touristiques, la gestion du Domaine (sécurité, gardiennage, entretien des espaces et équipements), la protection de l’environnement : sensibilisation, mise en valeur du patrimoine naturel et lutte contre les espèces envahissantes. En 2019, la société compte treize employés et un directeur général.

## Nature
Ce domaine naturel d'environ 8000 hectares s'étend entre le littoral et les montagnes jusqu'au cap Goulvain. Il constitue le plus grand ensemble de forêts sèches restant en Nouvelle-Calédonie sur plus de 1700 hectares.
Le lagon qui borde le Domaine de Déva fait partie de la zone côtière Ouest (dont les récifs de Gouaro-Deva) qui est inscrite, depuis le 7 juillet 2008, au patrimoine mondial de l'humanité de l'UNESCO. Le Domaine de Déva fait donc partie de la zone tampon terrestre de ce milieu naturel de première importance.

### Formations naturelles de Gouaro Deva
Guaro Deva est constitué de différentes formations naturelles notables.

#### La plus grande forêt sèche de Nouvelle-Calédonie
La forêt sèche ou forêt sclérophylle est constituée d'espèces végétales possédant la capacité de survivre dans un climat sec (des précipitations annuelles inférieures à 1100 mm), soumis à des vents asséchants et à basse altitude (entre 0 et 350m). C'est l'un des écosystèmes les plus menacés de la planète",. En Nouvelle-Calédonie, les forêts sèches occupaient initialement l'ensemble la côte Ouest. Malheureusement il ne reste aujourd'hui que 2% (175km²) de sa surface initiale. Souvent confondue avec la savane à niaoulis, milieu dégradé et pauvre en biodiversité, la forêt sèche calédonienne possède pourtant une valeur écologique inestimable. C'est un écosystème très riche abritant près de 450 espèces végétales dont 60 % d'endémisme. C'est également le lieu de vie d'une faune importante constituée d’insectes, de mollusques, de reptiles et d’oiseaux. De nombreuses espèces qui la constituaient ont déjà disparu en raison des nombreuses menaces qui pèsent sur leur habitat naturel : feux de brousse, défrichages aux besoins de l'urbanisation, des pâturages ou de l'agriculture, introduction d’espèces envahissantes.
Avec une surface d'environ 1700 hectares, la forêt sèche de Déva est la plus grande forêt sèche encore existante en Nouvelle-Calédonie. Elle abrite 72 espèces végétales dont une bonne partie endémique rare et menacée, 38 espèces d'oiseaux (dont le corbeau calédonien, un des seuls animaux capables de fabriquer ses propres outils), 11 espèces de geckos et scinques, 58 espèces de papillons ainsi que des escargots dont le bulime (Placostylus porphyrostomus). Le domaine est protégé et des opérations de régulation des espèces exotiques envahissantes végétales et animales (cerfs, cochons, chats ensauvagés, lapins…) y sont menées de manière hebdomadaire avec les associations locales. On peut trouver aussi des dindons, des notous et des roussettes.
En 2016, le Conservatoire d'espaces naturels de Nouvelle-Calédonie met en place une barrière de « mise en défend » dans Gouaro Deva, pour protéger 300 ha de forêt sèche et 100 ha destinés à la restauration active (plantation). Dans le cadre de cette mesure, les gestionnaires du Domaine ont opéré successivement à de multiples opérations de reboisement, réalisées en collaboration avec l'association Caledoclean, plantant environ 8000 arbres de forêt sèche entre 2018 et 2019.

#### La savane àniaoulis
Paysage caractéristique des plaines de la côte ouest de Nouvelle-Calédonie, souvent confondue avec la forêt sèche, il s'agit pourtant d'un espace dégradé et très faiblement biodiversifié. À quelques rares exceptions près, la strate arborescente n'est composée que de niaoulis (Melaleuca quinquenervia) — qui peuvent suivant les cas se développer en peuplements très denses — parmi lesquels subsistent parfois des arbres reliques de la forêt sèche (tels qu’Arytera spp). Le reste du cortège floristique est représenté par des espèces introduites (cassis, Solanum mauritianum, Wikstroemia indica…), plus ou moins envahissantes, majoritairement herbacées. Seul Wikstroemia indica, sous-arbuste autochtone, se retrouve régulièrement associé à cette formation.
Cet espace, le plus présent de Gouaro Deva, est le résultat de sa déforestation par des incendies et la mise en place, par le passé, de parcelles de maraîchages ou de pâturages[réf. incomplète]. Cette formation végétale présente peu d'enjeu en termes de conservation. La flore y est banale et peu diversifiée[réf. nécessaire].

#### Les marais

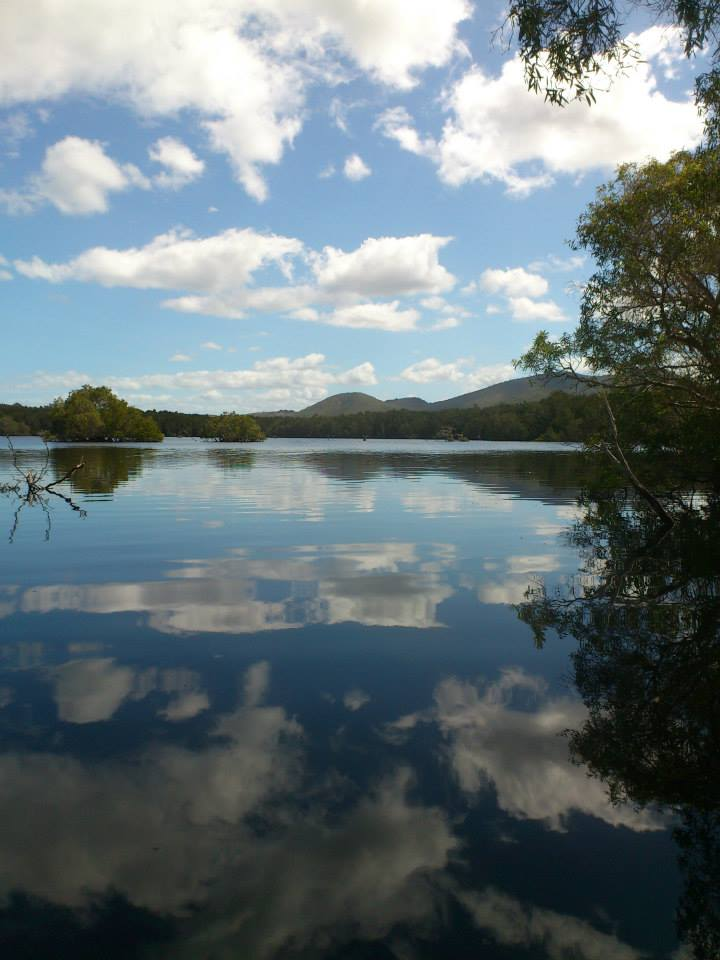
Le marais Temrock.

Gouaro Deva comprend trois grands marais : le marais Fournier au sud (environ 8 ha), le marais Deva au centre (environ 7 ha) et le marais Temrock (environ 18 ha). Ils se présentent sous la forme de vastes plans d'eau libre non pérennes. Ces marais s'alimentent uniquement par les apports hydriques des crues durant la saison humide et s'assèchent lors des périodes sèches. Ces espaces constituent un refuge pour l’avifaune, tout en constituant des ressources en eau non négligeables. On peut entre autres y observer des canards à sourcils (Anas superciliosa), des aigrettes à face blanche (Egretta novaehollandiae), des martins-pêcheurs (Todiramphus sanctus), des aigles pêcheurs (Haliastur sphenurus), ainsi que plusieurs espèces de cormorans.

#### Lamangrove
Cette formation végétale est localisée en deux points du site à l'embouchure des principales criques, elle y est représentée par des surfaces réduites (estimées au total à 27 ha).
La flore qui la compose est commune à toutes les mangroves de Nouvelle-Calédonie, ou même à d'autres mangroves des îles du Pacifique (Rhyzophora spp, Bruguiera gymnorhyza, Excoecaria agallocha…).
Cette formation végétale dispose de rôles écologiques et économiques majeurs pour la Nouvelle-Calédonie : filtre mécanique qui retient les sédiments, barrière protectrice contre l'érosion, lieu de vie pour une faune abondante et diversifiée (insectes, crabes, poissons, oiseaux, roussettes…), frayère pour de nombreuses espèces d'oiseaux marins, source de bois, de nourriture ou de médicaments pour les Kanaks.

### Plantes remarquables
On trouve à Gouaro Deva plusieurs plantes remarquables. La forêt sèche de Guaro Deva compte environ 72 espèces végétales dont de nombreuses espèces endémiques dont un certain nombre d'espèces endémiques rares et menacées telles que l’Acropogon bullatus avec ses feuilles tombantes caractéristiques, et le Diospyros minimifolia avec sa multitude de petites feuilles cirées.
Majoritairement constituée d'arbres bas (8 à 15 m), la forêt sèche de Guaro Deva comporte cependant quelques espèces d'arbres de taille plus importante constituant la strate arborescente supérieure. Parmi ces grands arbres, on trouve le Mimusops elengi et son cousin endémique le chêne gris (Planchonella cinerea) aux écorces profondes. L'espèce endémique Semecarpus atra aussi appelée goudronier ou faux acajou est également très largement représentée dans la forêt sèche de Gouaro Deva. Cet arbre est reconnaissable à sa sève qui coule sur son tronc formant à l'air libre des coulures semblables à du goudron. Il s'agit d'une espèce toxique et fortement allergène.

### Ornithologie

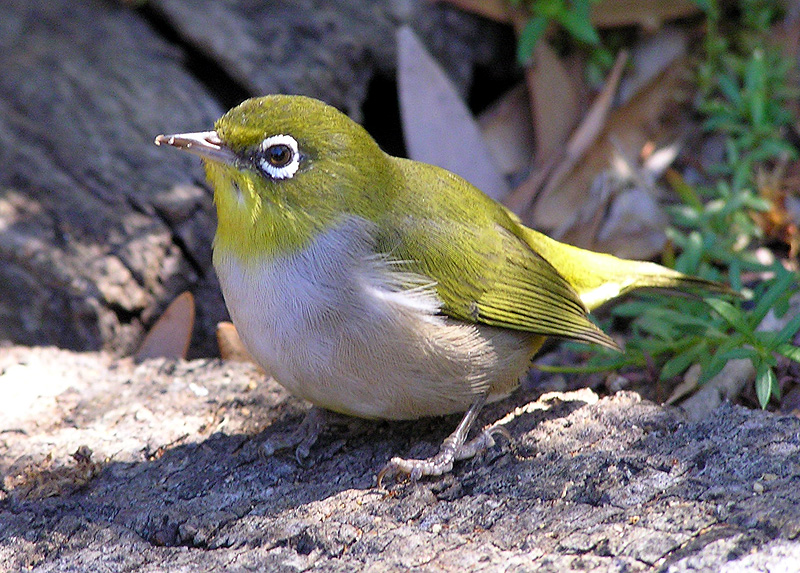
Zosterops lateralis.

Au total trente-huit espèces d'oiseaux ont été recensées dans Gouaro Deva lors des inventaires menés par l'IAC dans le cadre de son étude écologique du site menée en 2006[réf. incomplète]. Parmi les espèces les plus fréquemment rencontrées, notamment dans la forêt sèche, figurent le siffleur itchong (Pachycephala rufventris), des zostérops (Zosterops lateralis et Zosterops xanthochros), le monarque mélanésien (Myiagra caledonica), l'échenilleur pie de Nouvelle-Calédonie (Lalage leucopyga), ou encore la gérygone mélanésienne (Gerygone flavolateralis).
La forêt sèche compte neuf espèces endémiques telles que le corbeau calédonien (Corvus moneduloides) connu pour être le seul animal à fabriquer ses outils en dehors de la loutre et de certains primates. Aucun des oiseaux présents dans la forêt sèche calédonienne n'y est spécifiquement inféodé.
Depuis 2016 un observatoire ornithologique a été installé au sein du marais Fournier afin d'observer la faune qui y vit. Outre les espèces citées précédemment, on peut également y voir des espèces d'oiseaux de marais ou aquatiques : canards à sourcils (Anas superciliosa), des aigrettes à face blanche (Egretta novaehollandiae), des martins-pêcheurs (Todiramphus sanctus), aigles pêcheurs (Haliastur sphenurus) ainsi que plusieurs espèces de cormorans.
Gouaro Deva abrite également sur son littoral la plus grande colonie de puffins fouquets du territoire, sur plus de 4 km dans la zone de Temrock. Cette colonie fait l’objet de suivis et d’un comptage annuel par la Société calédonienne d’ornithologie aidée des gardes nature de la province Sud et des agents du Domaine de Déva.

### La zone côtière ouest du lagon (Z.C.O)

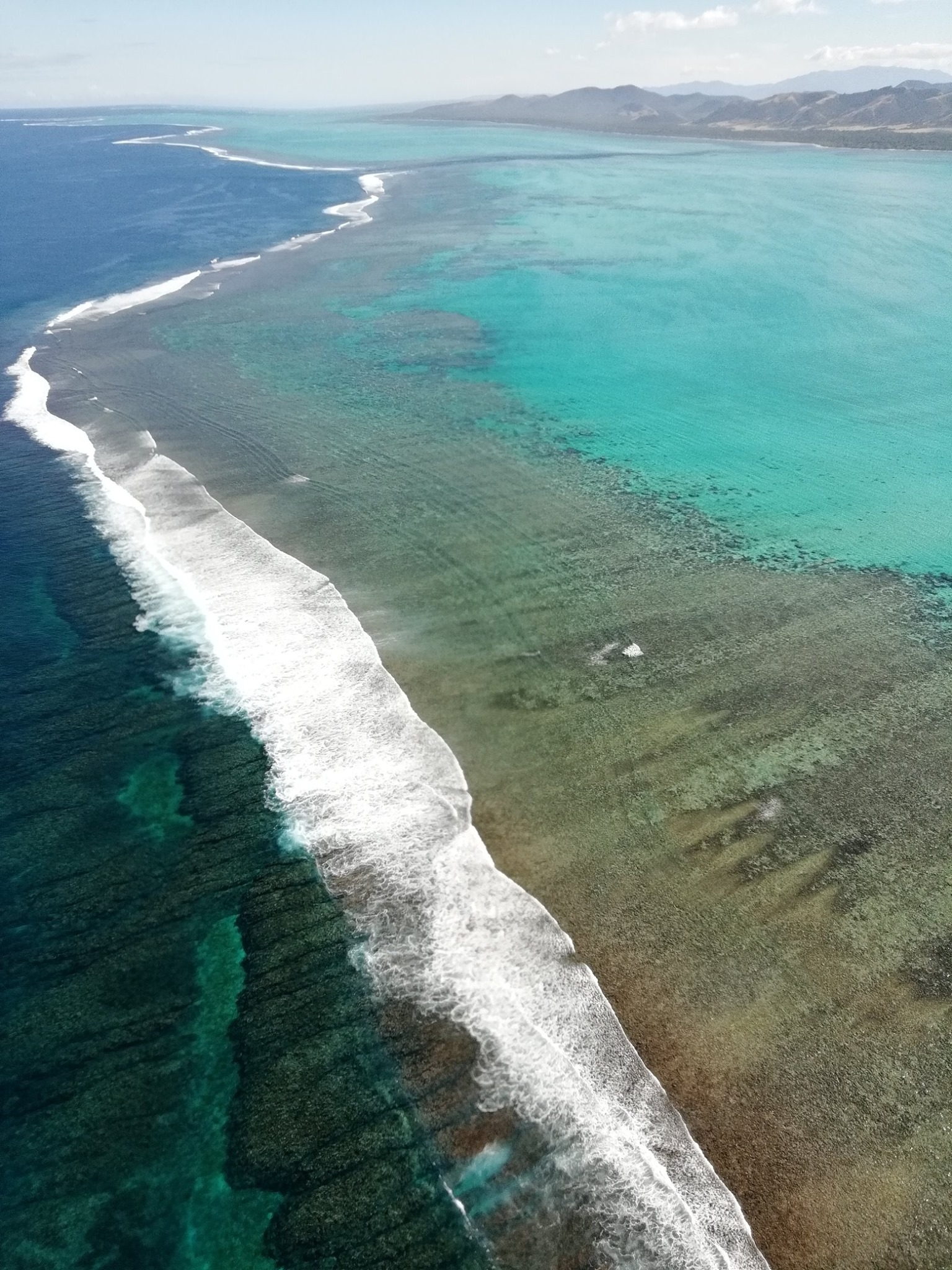
Lagon de la zone côtière ouest aux abords de la faille de Poé.

Le 7 juillet 2008 une partie du lagon calédonien a été inscrit au patrimoine mondial de l’humanité de l'UNESCO soient 41 000 hectares répartis sur six grands sites (zone côtière ouest, zone des récifs d'Entrecasteaux, zone du grand lagon nord, zone côtière nord et est, zone d'Ouvéa et Beautemps-Beaupré, zone du grand lagon sud) constituant quatorze aires marines. cela correspond à environ 1 % de la surface totale du lagon calédonien. Cette zone protégée est située dans le domaine public maritime de la province Sud et dans le domaine marin des communes de Bourail, Moindou et La Foa. L’aire marine est limitée vers la côte par la laisse des plus hautes eaux, vers le large par l’isobathe 100 m après le tombant du récif barrière, au nord par la passe du cap Goulvain et au sud par la passe d’Isié.
La superficie de l’aire marine de la zone côtière ouest est de 482 km2 (48 200 ha). Ses zones tampons marines et terrestres occupent respectivement une superficie de 325 km2 (32 500 ha) et 1 713 km2 (171 300 ha). Elle présente à ses extrémités des zones de mangroves importantes et conservées. La baie de Bourail se situe au centre de la zone. Elle est présente une ouverture importante dans le récif barrière qui permet aux houles de venir se fracasser directement sur le littoral rocheux de Gouaro et la Roche Percée. La ZCO possède quatre aires marines protégées caractérisées par divers sites remarquables et notamment la faille de Poé, saignée très étroite dans le récif et le lagon, est située au Nord de la baie de Bourail. D'une profondeur moyenne d'environ 20 m, cet ancien lit de rivière constitue un petit canyon parcouru par de violents courants et est fréquenté par de nombreux requins ainsi que par des espèces pélagiques.

#### L'herbier marin
Le littoral de Poé et de Gouaro Deva est occupé d'herbiers. Cet écosystème essentiel constitue des prairies sous-marines, lieu de vie d'une importante faune sous-marine qui y trouve nourriture, refuge et lieux de ponte. L’herbier se compose notamment de phanérogames marines qui ne sont pas des algues mais au contraire des plantes à fleurs. Les herbiers marins sont considérés comme les « poumons de la mer ». A Bourail, il y a des tortues vertes qui viennent se nourrir de ces prairies sous-marines.
A Bourail, la plage de la « Roche Percée » constitue le premier site de ponte des tortues caouannes (appelées tortues « grosse tête » en Nouvelle-Calédonie). Les tortues viennent tous les ans y creuser plus de cent-cinquante nids. On estime que la population calédonienne de tortues grosse tête représente entre 10 et 20 % de la population totale du Pacifique,.
Le lagon de la côte ouest abrite également l'une des plus importantes populations mondiales de dugongs aussi connu sous le nom de "vaches marines".

## Accès

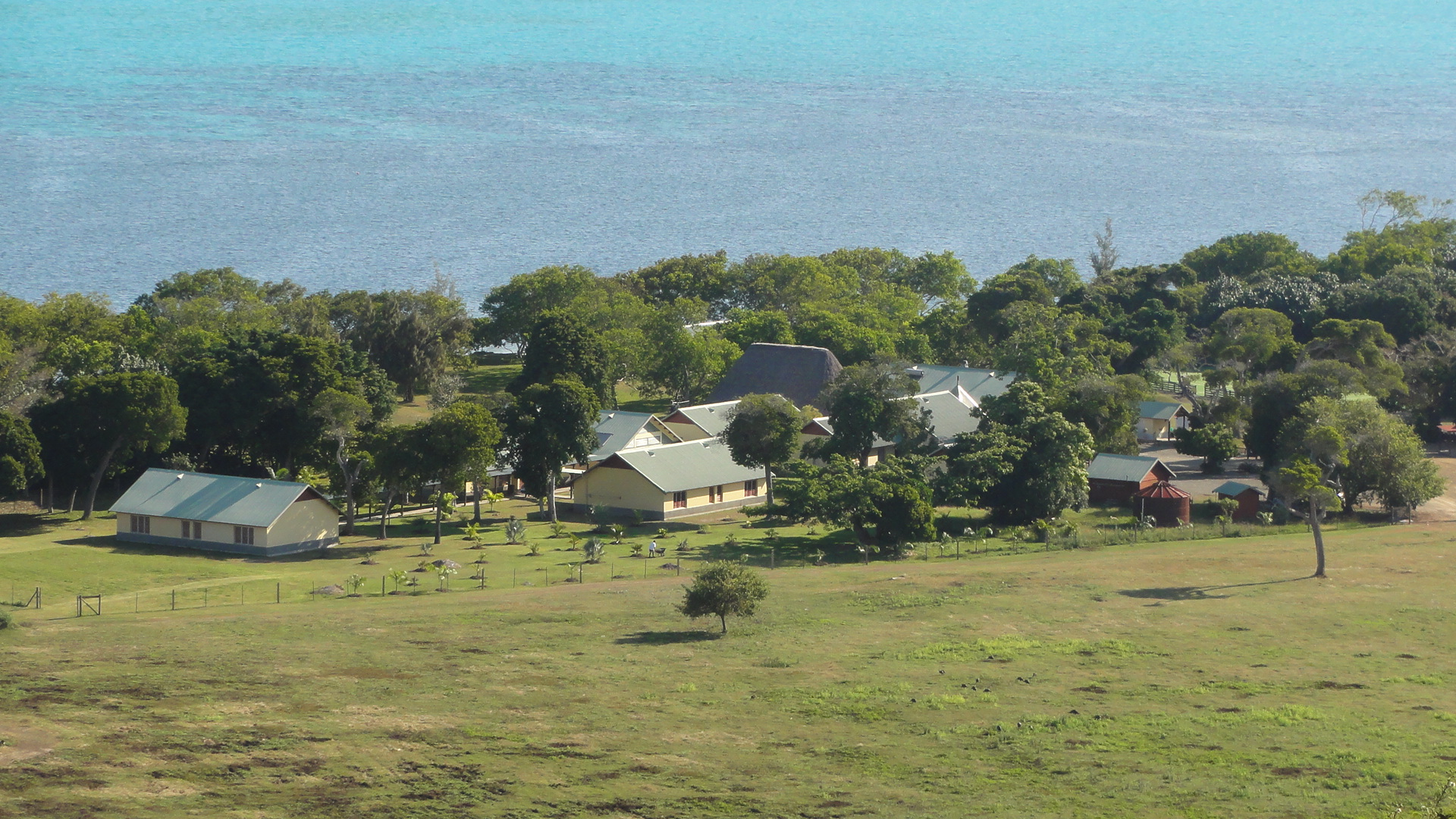
Centre d'accueil permanent de Poé

L'accès au site est gratuit, et ouvert l'ensemble de l'année, 24 h / 24 jusqu'à l'hôtel Sheraton, et la journée, de 6 h 30 à 19 h, sur le reste sur Domaine, en dehors des périodes de fermetures pour risque incendies. Deux postes de contrôles permettent à la SEM Mwe Ara d'assurer la sécurité du site et de noter les entrées et sorties du public.
Dans le cadre du projet de Deva, le site a été aménagé de 200 km de pistes sportives VTT, pédestres et équestres balisées en accès libre et gratuit. On peut également y pratiquer du parapente.
Le 28 juin 2019, le conseil d'administration de la SEM Mwe Ara envisage de rendre payant l'accès au domaine. Un collectif de citoyens s'oppose formellement à cette éventualité et dénonce notamment le manque de consultation publique sur cette question.

## Projet hôtelier

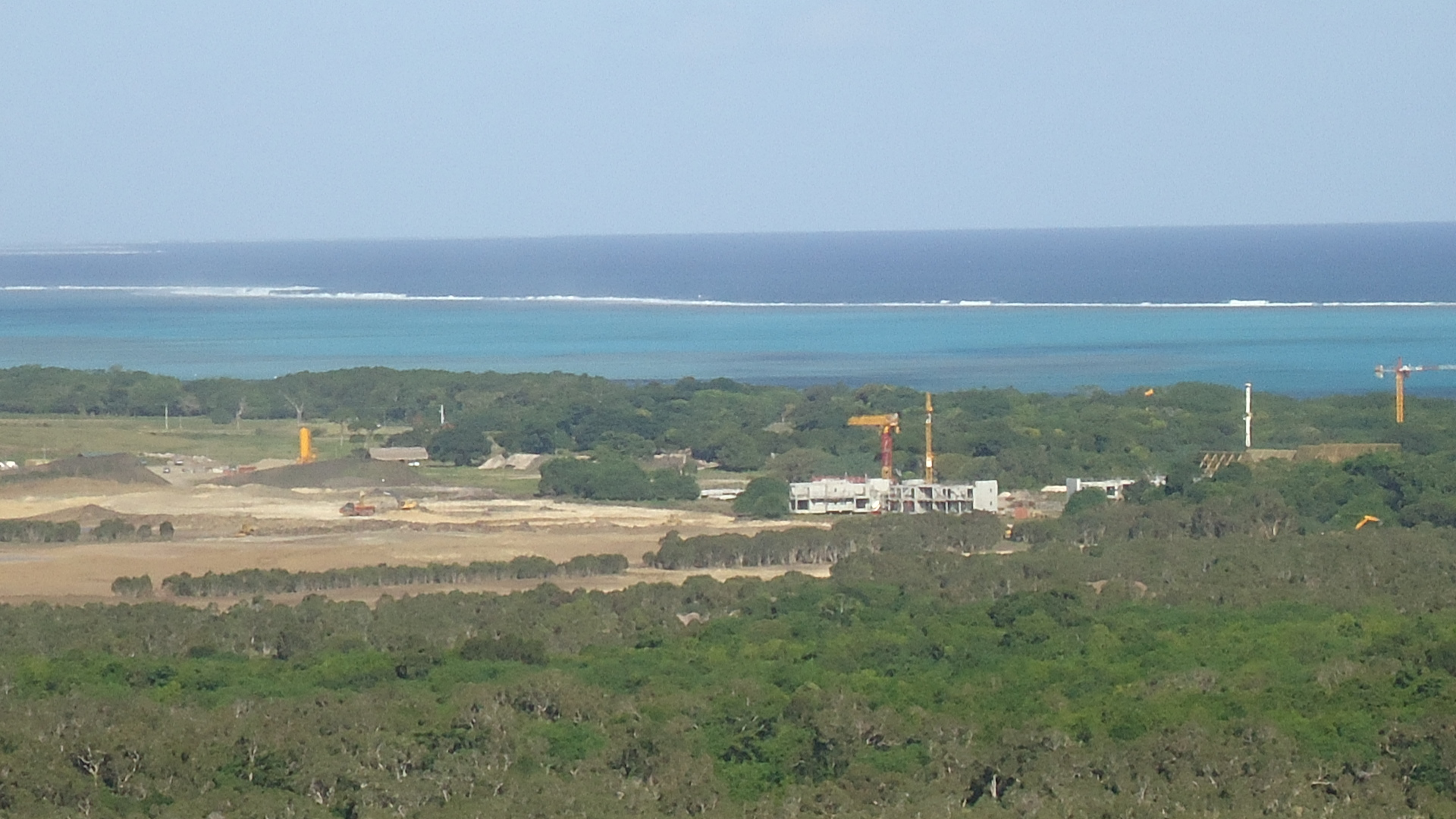
Travaux à l'emplacement du futur complexe hôtelier Sheraton en mai 2012.

Décidé en 2010, le projet d'un établissement hôtelier Sheraton dans le Domaine de Déva, est initialement prévu pour 2013 ainsi que la création d'un parcours de golf international de 18 trous. Parallèlement à ce projet hôtelier, sont alors prévus des sentiers balisés pour des randonnées à pied, à cheval ou à vélo, des espaces culturels et historiques mélanésiens, des activités nautiques et d'observation de la faune et de la flore.
Le 19 mars 2011, la pose de la première pierre du complexe hôtelier cinq étoiles sous enseigne « Sheraton Nouvelle-Calédonie Bourail Resort & Spa » se déroule en présence de Jean-Pierre Aïfa (alors maire de Bourail) ainsi que de plusieurs personnalités politiques calédonienne et de la province Sud. Le Sheraton Nouvelle-Calédonie Deva Resort & Spa ouvre finalement ses portes le 1er août 2014. L'établissement compte 180 clés, plusieurs restaurants, des salons de banquets et un spa.
Le projet de développement du Domaine de Déva prévoit également sur le site la construction d'un autre hôtel de type village vacances, le Club de vacances nature Deva, ainsi qu'un « village calédonien » constitué de cabanes de pêcheurs qui seraient louées à la nuit.
Le capital du complexe hôtelier est ouvert aux Bouraillais, tout comme celui du Domaine de Déva.
Le projet touristique dans Gouaro Deva fait l'objet de protestations.

## Galerie

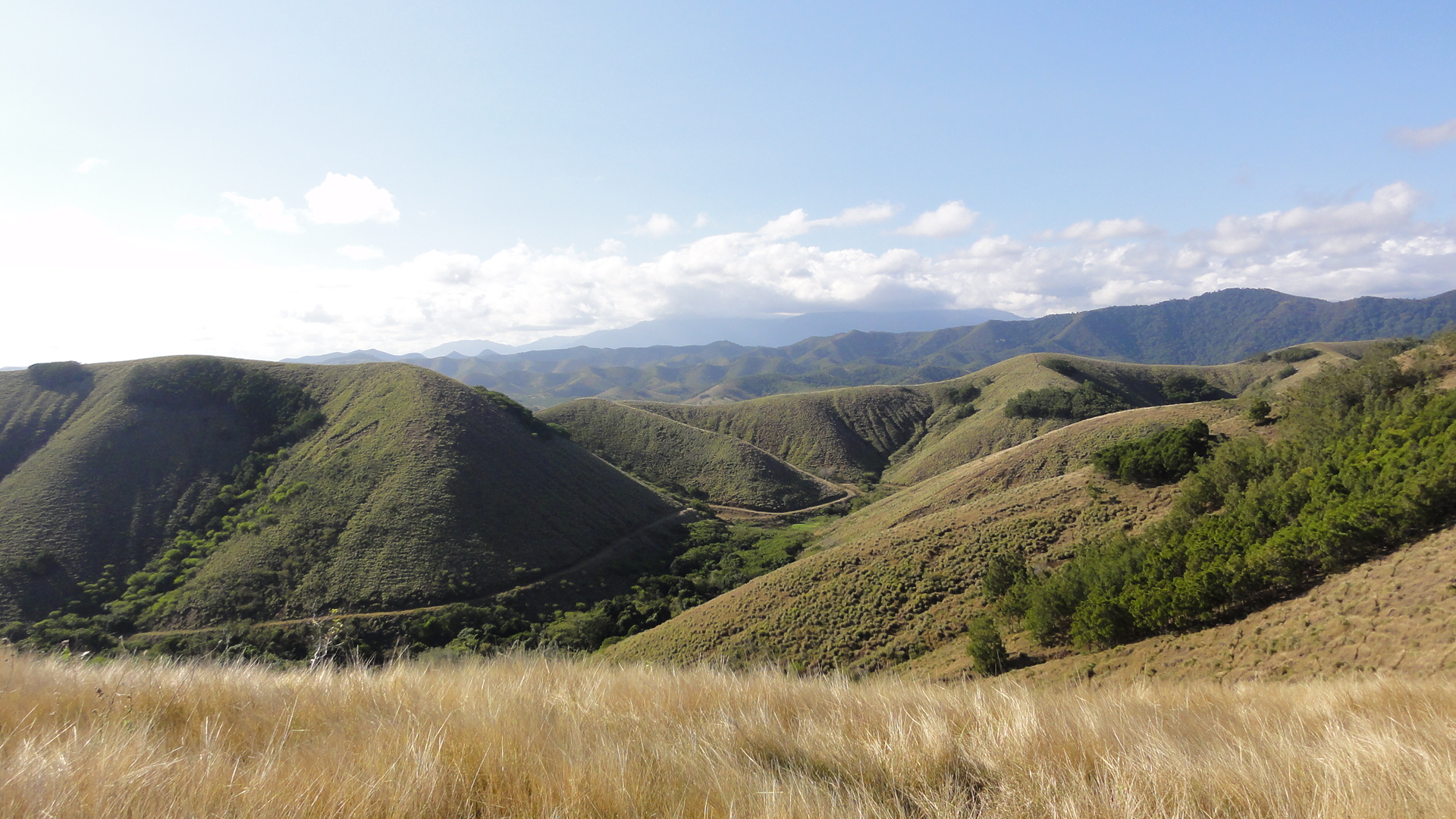
Collines
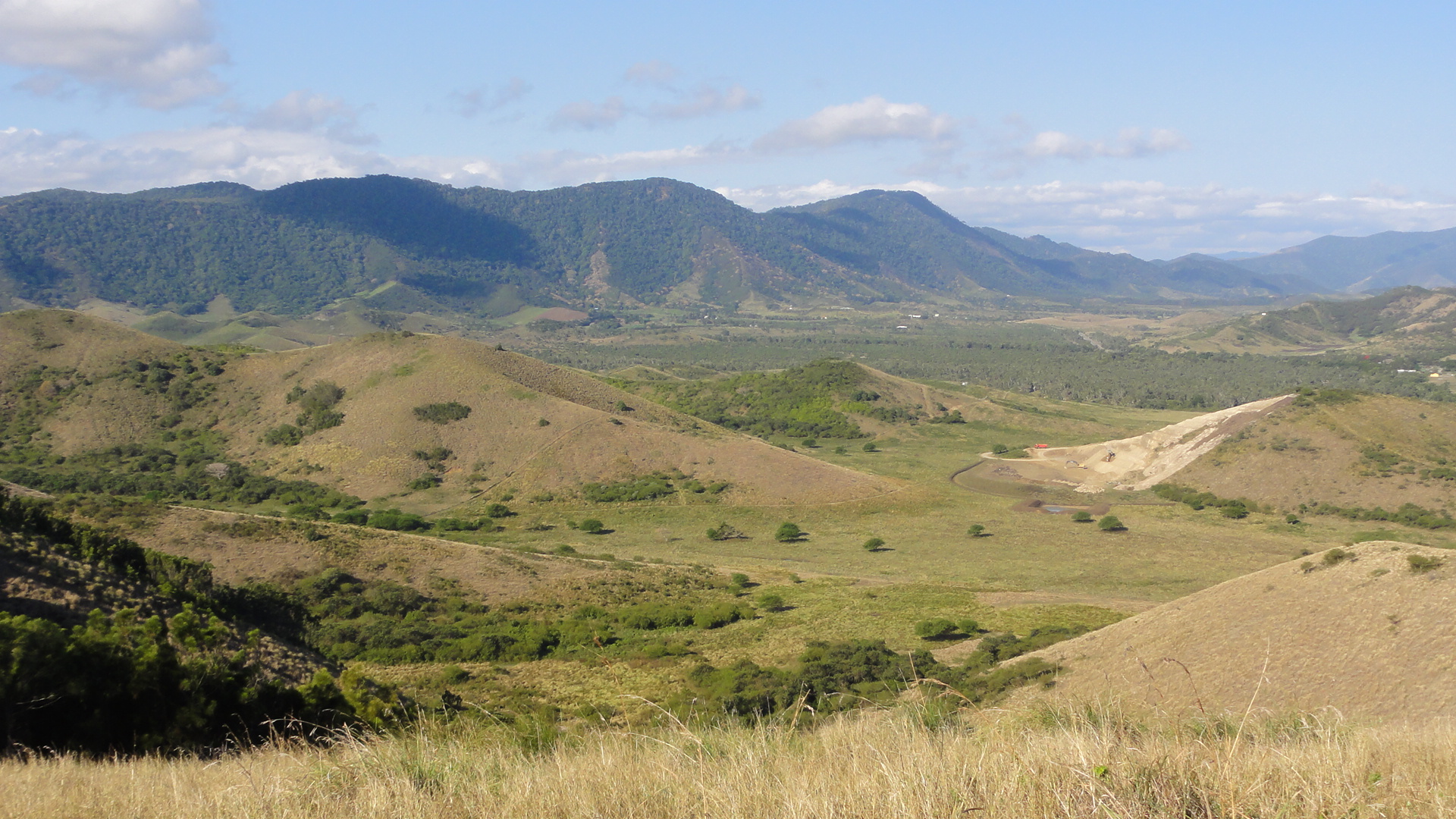
Plaine
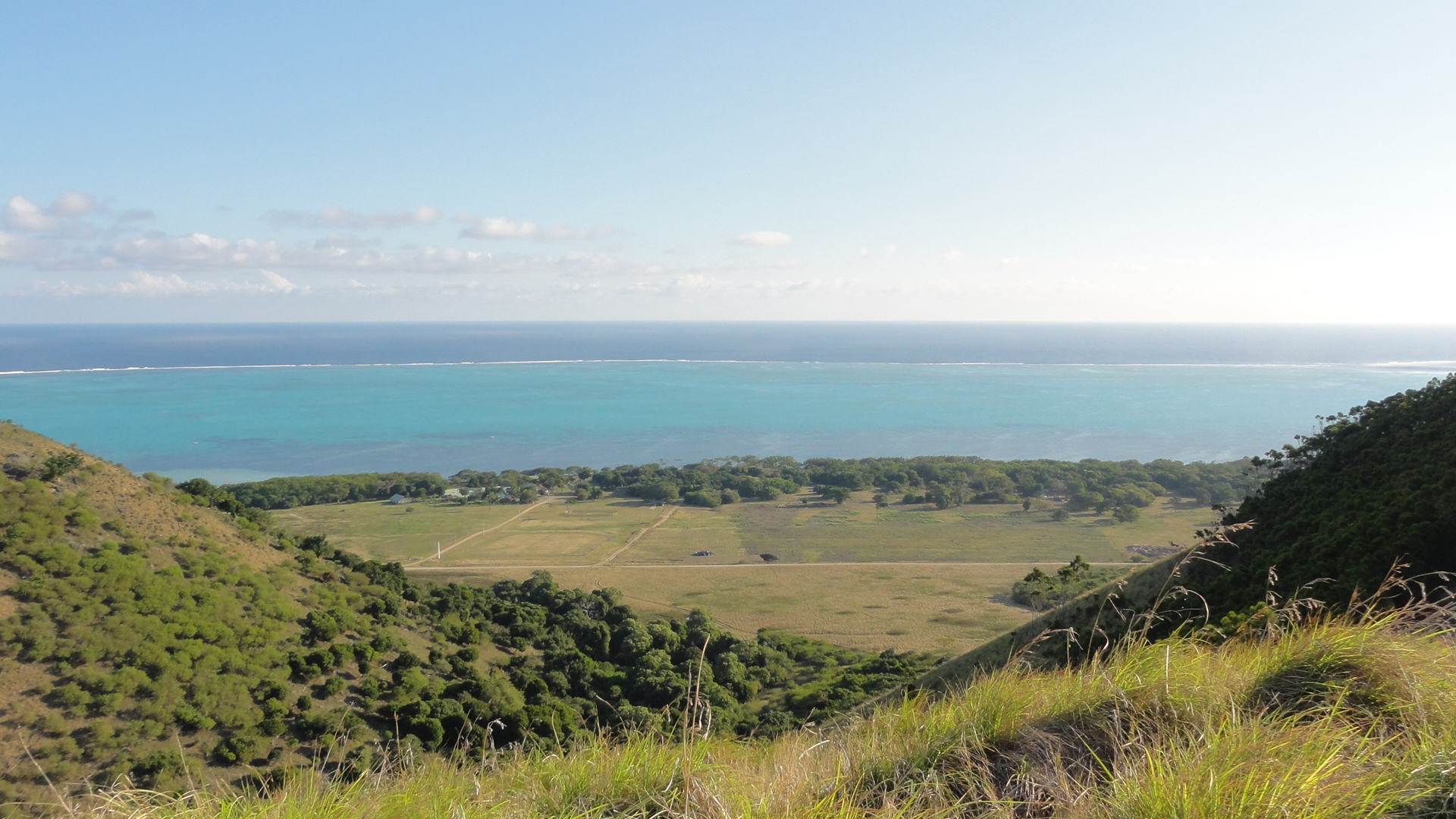
Lagon
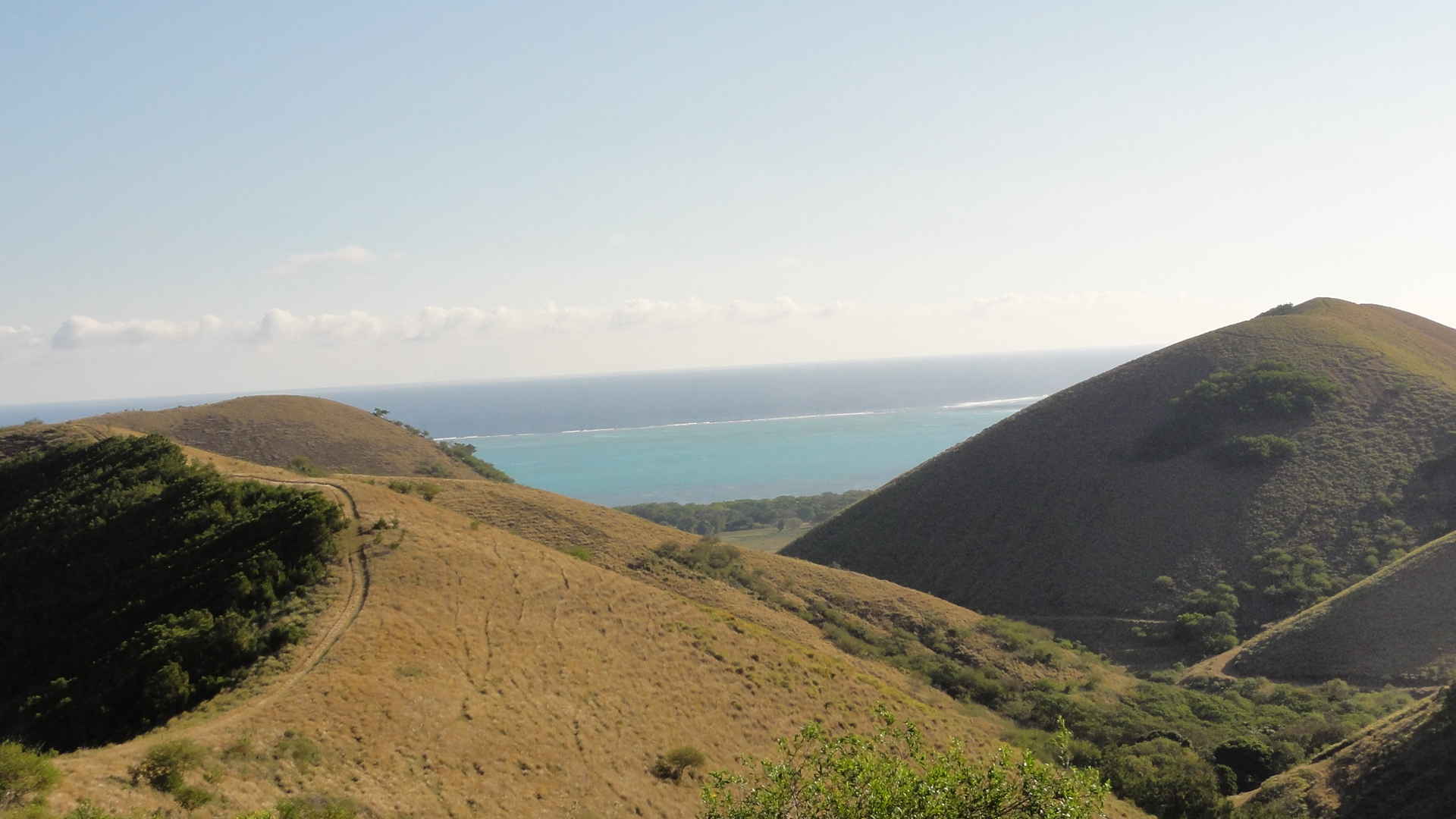
Sentier longeant les crêtes
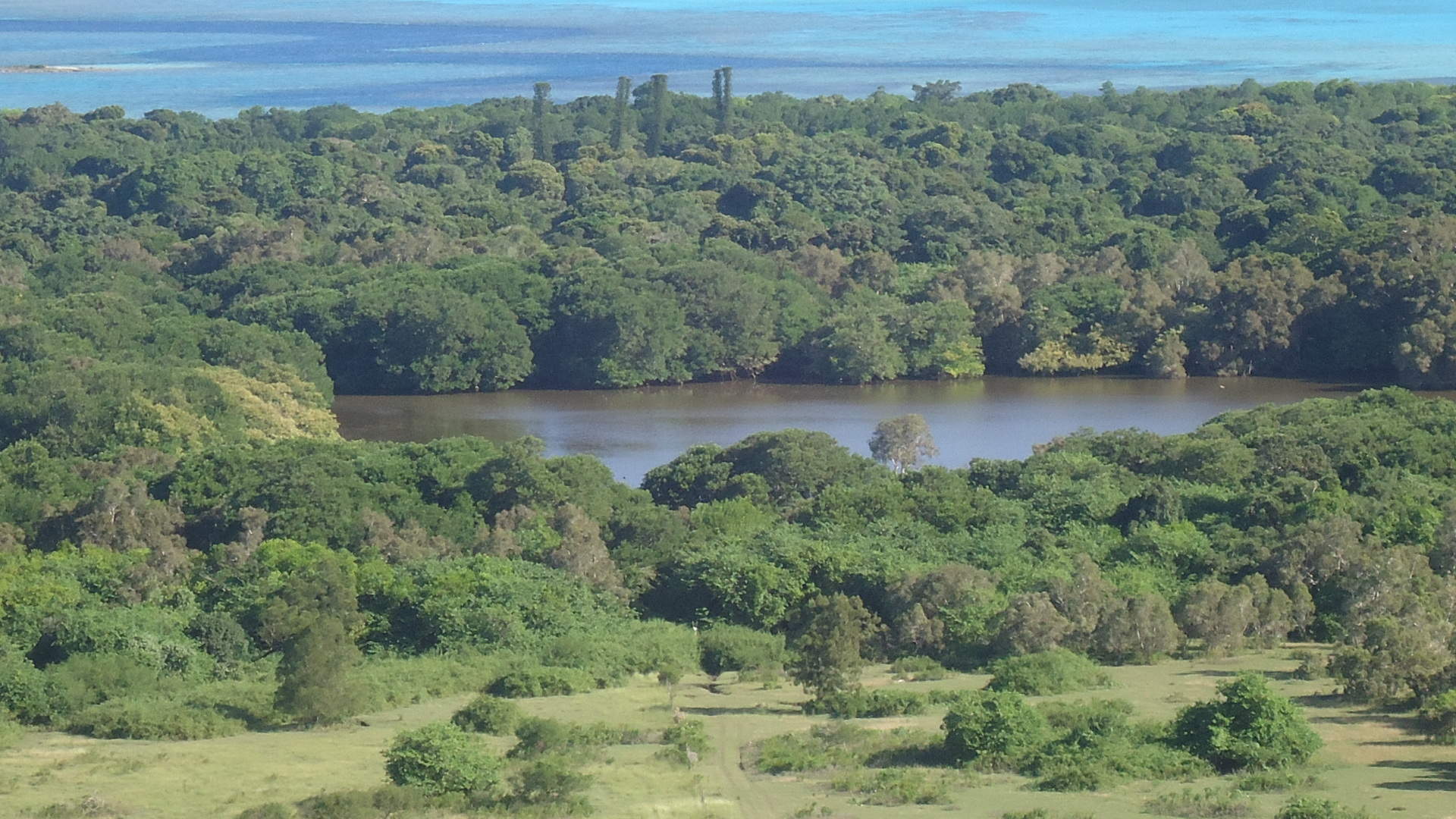
Marais Fournier
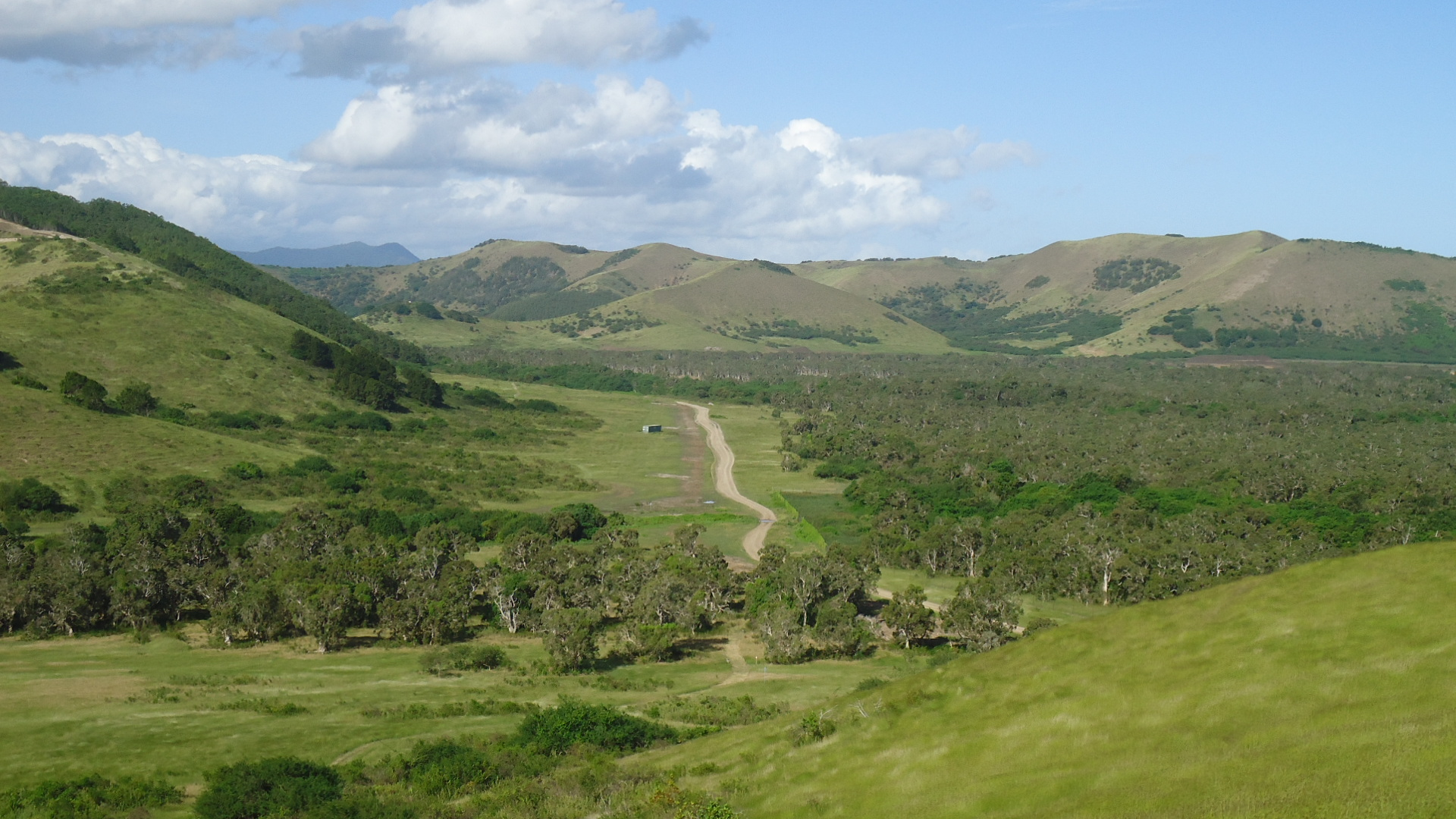
Piste traversant le domaine
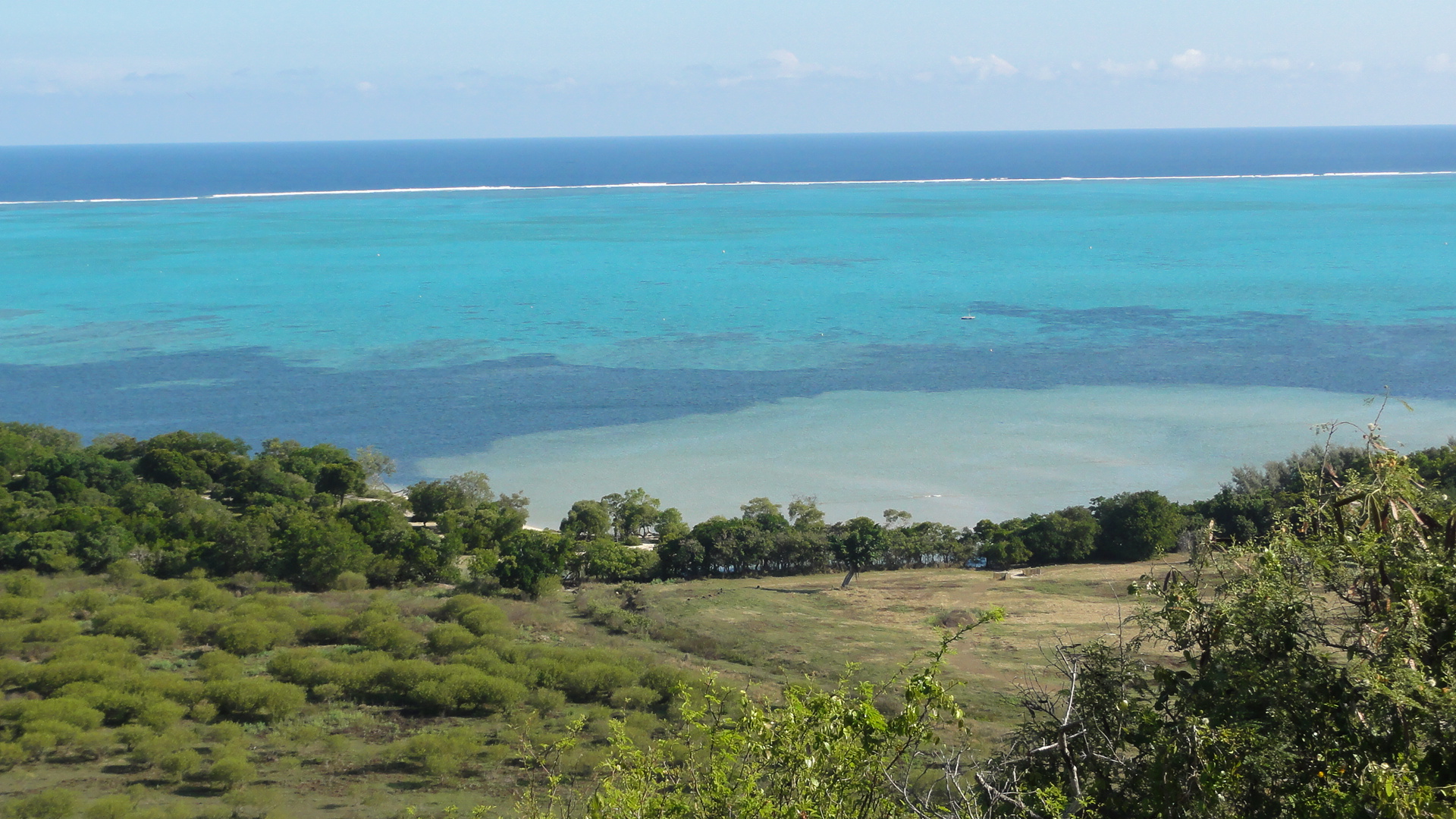
Embouchure du Creek salé